# Средно училище „Васил Априлов“ (Долна Митрополия)
Средно училище „Васил Априлов“ е средно училище в Долна Митрополия с над 130-годишна история. Осъществява обучение по чуждите езици руски език, английски език и испански език.

## История
Най-ранните данни за училище в Долна Митрополия са от 1865 – 1866, когато в частни къщи са обучавани по 5 – 10 деца на смятане, църковнославянски и четене на църковни книги.
Първото официално училище е открито през 1879 от будния гражданин Пеко Савов. В дома си той обучава 10 – 15 будни деца от селото. Едва през 1885 е построена училищна сграда. Тя се състои от 2 учебни стаи, коридор и малка канцелария. В тези стаи са I и II отделение и III и IV отделение, обучавани от един учител. През 1920 сградата се разширява с още две стаи и коридор.
През 1921/1922 г. в Долна Митрополия се открива прогимназия, а през 1930 е построена напълно нова училищна сграда в центъра на селото. Тя има шест класни стаи върху площ от 11 декара. Вероятно тогава е прекръстена на ОУ „Цар Борис III“. През 1970 е завършена новата (и настояща) училищна сграда. На 1 март 1971 година ОУ „Васил Априлов“ приема възпитаниците си от I до VIII клас. Новата сграда е с 14 стаи, обширни и напълно оборудвани кабинети. През 1989 г. основното училище прераства в ЕСПУ „Васил Априлов“ (Единно средно политехническо училище. Всички ученици завършват VIII клас и получават работа в Учебно-производствен комплекс.
От учебната 1990 ЕСПУ „Васил Априлов“ става СОУ „Васил Априлов“. От 1990 горният курс е трансформиран в Средно общообразователно училище с разширено изучаване на чужди езици и овладяване на професия „Администратор в туризма“.
През 2004 е възстановено СОУ „Васил Априлов“. От 2008 е средищно училище.

## Материална база
- Два кабинета по информационни технологии;
- Физкултурен салон;
- Библиотека[4]
- Игротека

## Съвременно състояние
През 2016 г. в СОУ Васил Априлов се обучават 270 деца, а директор е Цветанка Митова. Училището разполага с два кабинета по информационни технологии, физкултурен салон, библиотека, игрална зала. Предлага се:
- Безплатен транспорт за ученици от други селища
- Безплатни учебници
- ЗИП за подготовка на ДЗИ и кандидат-студентски изпити
- Задочна форма на обучение след завършено основно образование
- Самостоятелна форма на обучение за ученици навършили 16 години

Адрес: гр. Долна Митрополия, ул. Трети март 29А, телефони: 06552 – 2079 и 06552 – 2342, e-mail: vasil_aprilov@abv.bg